# Hugo Rubio
Hugo Eduardo Rubio Montecinos (ur. 5 lipca 1960 w Talca) – chilijski piłkarz grający na pozycji napastnika.